# Pierre de La Coste-Messelière
Pierre René Marie Fernand Médéric François Frotier de La Coste-Messelière, né le 3 mars 1894 à Saint-Génard (Deux-Sèvres) où il est mort le 4 janvier 1975, est un archéologue français, spécialiste de l'art grec archaïque.

## Biographie
Il est élu membre de l'Académie des inscriptions et belles-lettres en 1944.

## Publications
- Fouilles de l'École française d'Athènes, Sculptures grecques de Delphes, en collaboration avec Ch. Picard, Paris, 1927
- École française d'Athènes, Fouilles de Delphes, t. IV : Monuments figurés, sculpture ; fasc. 2 : Art archaïque, les Trésors ioniques (en collaboration avec Ch. Picard), Paris, 1928
- École française d'Athènes, Fouilles de Delphes, t. IV : Monuments figurés, sculpture ; fasc. 3 : Art archaïque (fin), sculptures des temples, Paris, 1931
- Au musée de Delphes : recherches sur quelques monuments archaïques et leur décor sculpté (thèse de doctorat), Paris, 1936
- Delphes, Paris, 1943
- École française d'Athènes, Fouilles de Delphes, t. IV : Monuments figurés, sculpture ; fasc. 4 : Sculptures du Trésor des Athéniens, Paris, 1957[2]

## Sources
- Revue archéologique, 1997[source insuffisante]